# Liste des noms des personnages de Tintin en langues étrangères
Cette page contient des caractères spéciaux ou non latins. S’ils s’affichent mal (▯, ?, etc.), consultez la page d’aide Unicode.
Le tableau qui suit donne les traductions des noms des personnages principaux et récurrents de la série de bandes dessinées Les Aventures de Tintin,.
| Français                                     | Tintin            | Milou                           | Capitaine Archibald Haddock      | Professeur Tryphon Tournesol                                  | Dupond et Dupont                                    | Général Alcazar                    | Bianca Castafiore                        | Séraphin Lampion                  | Nestor              | Rastapopoulos                   |
| -------------------------------------------- | ----------------- | ------------------------------- | -------------------------------- | ------------------------------------------------------------- | --------------------------------------------------- | ---------------------------------- | ---------------------------------------- | --------------------------------- | ------------------- | ------------------------------- |
| Afrikaans                                    | Kuifie            | Spokie                          | Sardijn                          | Tertius Phosfatus                                             | Buys & Uys                                          |                                    |                                          |                                   |                     |                                 |
| Allemand                                     | Tim               | Struppi                         | Kapitän Archibald Haddock        | Professor Balduin Bienlein                                    | Schulze und Schultze                                | General Alcazar                    | Bianca Castafiore                        | Fridolin Kiesewetter              | Nestor              | Rastapopoulos                   |
| Alsacien                                     | Tintin            | Milou                           | Kāpitän Haddock                  | Isidore Tournesol                                             | Dupond/Dupont                                       |                                    | Bianca Castafiore                        | Jules Vumgās                      | Nestor              |                                 |
| Anglais, américain                           | Tintin            | Snowy                           | Captain Archibald Haddock        | Professor Cuthbert Calculus                                   | Thompson and Thomson                                | General Alcazar                    | Bianca Castafiore                        | Jolyon Wagg                       | Nestor              | Rastapopoulos                   |
| Arabe                                        | تان تان (Tāntān)  | ميلو (Mylw)                     | كابتان هدوك (Kābitān Hadwk)      | أستاذ تريفون عباد الشمس (Oustade Trifone Abbad chams)         | سامر و تامر (Sāmir wa Tāmir)                        | العام ﺍﻟﻛﺰر (Ālaām Ālkazar)        | بينكا كستفيور (Byanka Kastafyor)         | جوليون ويج (Jolyon Wagg)          | نستر (Nastar)       | رستببلس (Rastababalas)          |
| Asturien                                     | Tintín            | Milú                            | Capitán Haddock                  | Profesor Mirasol                                              | Tuñón y Turón                                       |                                    | Bianca Castafiore                        |                                   | Néstor              |                                 |
| Basque                                       | Tintín            | Milu                            | Haddock                          | Tornasol                                                      | Dupond y Dupont                                     |                                    |                                          |                                   |                     |                                 |
| Bengali                                      | Tintin            | Kuttush                         | Captain Hadock                   | Professor Calculus                                            | Johnson and Ronson                                  |                                    |                                          |                                   |                     |                                 |
| Bernois                                      | Täntän            | Milou                           | Käpten Haddock                   | Profässer Tölpell                                             |                                                     |                                    |                                          |                                   | Nèstor              | Rastapopoulos                   |
| Breton                                       | Tintin            | Milou                           | Kabiten Hadok                    | Kelenner Klaskato                                             | Ar Bras/Ar Braz                                     | Jeneral Alkazar                    | Bianka Kastafiore                        | Urfol Pompijou                    | Visant              |                                 |
| Brusseleer                                   | Tintin            | Milou                           | Kapitaain Hadok                  | Professeur Tournesol                                          | Dupond/Dupont                                       |                                    |                                          |                                   |                     |                                 |
| Catalan                                      | Tintín            | Milú                            | Capità Haddock                   | Professor Silvestre Tornassol                                 | Dupond/Dupont                                       | General Alcazar                    | Bianca Castafiore                        | Serafí Llantió                    | Néstor              | Rastapoupulos                   |
| Chinois                                      | 丁丁 (Dīng-dīng)  | 米卢 (Mǐ lú)                    | 阿道克船长 (Ādàokè Chuánzhǎng)   | 圖納思教授 (Túnàsī jiàoshòu)                                  | 杜本和杜朋 (Dùběn hé Dùpéng)                        | 阿尔卡扎将军                       | 碧安卡·卡斯塔菲歐蕾                      | 塞拉凡·赖皮翁                     | 內斯特              | 拉斯泰波波罗斯                  |
| Corse                                        | Tintin            | Milù                            | Haddock                          | Prufessore Triffón Girasole                                   | Dupond/Dupont                                       |                                    | Bianca Castafiore                        | Seraffinu Lampione                | Nestoru             |                                 |
| Danois                                       | Tintin            | Terry                           | Kaptajn Haddock                  | Tryphon Tournesol                                             | Dupond, Dupont                                      |                                    |                                          |                                   |                     |                                 |
| Espagnol                                     | Tintín            | Milú                            | Capitán Haddock                  | Profesor Silvestre Tornasol                                   | Fernández y Hernández                               | General Alcázar                    | Bianca Castafiore                        | Serafín Latón                     | Néstor              | Rastapopoulos                   |
| Espéranto                                    | Tinĉjo            | Miluo                           | Kapitano Arĥibaldo Hadoko        | Profesoro Trifono Sungirul'                                   | Tsicerono kaj Citserono                             | Generalo Alkazar                   | Bianka Ĉastaflor’                        | Serafeno Lampiono                 | Nestoro             | Roberto Rastapopulos            |
| Finnois                                      | Tintti            | Milou                           | Kapteeni Haddock                 | Professori Teophilus Tuhatkauno                               | Dupont ja Dupond                                    | Kenraali Alcazar                   | Bianca Castafiore                        | Séraphin Lampion                  | Nestor              | Roberto Rastapopoulos           |
| Francoprovençal (orthographe de référence B) | Tintin            | Milou                           | Capitèno Haddock                 | Profèssor Pecârd                                              | Badél/Badèt                                         |                                    | Bianca Castafiore                        | Gllôdo Lampion                    | Lyôdou              |                                 |
| Francoprovençal (bressan)                    | Tintin            | Milou                           | Capiténou Haddock                | Métrou Polite Panouyon                                        | Dubeu/Débeu                                         |                                    | Bianca Castafiore                        | Berteloumi Lèpyon                 | Lyôdou              |                                 |
| Gallo                                        | Tintin            | Milou                           | Captaine Minard                  | Polite Mirlune                                                | Morhan/Morand                                       |                                    | Bianca Castafiore                        | Ghustin Lachandele                | Batist              |                                 |
| Gallois                                      | Tintin            | Smwtyn                          |                                  |                                                               |                                                     |                                    |                                          |                                   |                     | Rastapopoulos                   |
| Gaumais                                      | Tintin            | Milou                           | Capitène Haddock                 | Profèsseùr Tournesol                                          | Dupond/Dupont                                       |                                    | Bianca Castafiore                        |                                   |                     |                                 |
| Grec                                         | Τεντέν            | Μιλού                           | Καπετάνιος Χάντοκ                | Τρύφων Τουρνεσόλ                                              | Ντυπόν και Ντιπόν                                   |                                    |                                          |                                   |                     |                                 |
| Hongrois                                     | Tintin            | Milu                            | Haddock kapitány                 | Tournesol professzor (ou Kalkulus professzor)                 | Dupond/Dupont (ou Thomson/Thompson)                 |                                    | Bianca Castafiore                        |                                   | Nestor              |                                 |
| Indonésien                                   | Tintin            | Snowy (In), Milo (Gra)          | Kapten Archibald Haddock         | Profesor Cuthbert Calculus (In), Profesor Lionel Lakmus (Gra) | Thomson dan Thompson (In), Dupond dan Duppont (Gra) | Jenderal Ramon Alcazar             | Bianca Castafiore                        | Jolyon Wagg                       | Nestor              | Rastapopoulus                   |
| Irlandais                                    | Tintin            | Báinín                          | Captaen Haileabó                 |                                                               | Mac Grianna agus Ó Grianna                          |                                    |                                          |                                   |                     |                                 |
| Islandais                                    | Tinni             | Tobbi                           | Kolbeinn kafteinn                | Prófessor Vilhjálmur Vandráður                                | Skafti og Skapti                                    | Alkasar                            |                                          |                                   |                     |                                 |
| Italien                                      | Tintin            | Milù                            | Capitano Haddock                 | Professor Trifone Girasole                                    | Dupond e Dupont                                     | Generale Alcazar                   | Bianca Castafiore                        | Serafino Lampiòn                  | Nestore             | Rastapopulos                    |
| Japonais                                     | タンタン (Tantan) | スノーウィ (Sunōwi)             | ハドック船長 (Hadokku Senjō)     | ビーカー教授 (Bīkā Kyōju)                                     | デュポンとデュボン (Dyupon to Dyubon)               | アルカザル将軍 (Arukazaru Shōgun)  | カスタフィオーレ夫人 (Kasutafiōre Fujin) | ジョリョンウアッグ (Joryon Uaggu) | ネストル (Nesutoru) | ラスタポプロス (Rasutapopurosu) |
| Latin                                        | Titinus           | Milulus                         |                                  |                                                               | Clódio & Cláudio/Clodius & Claudius                 |                                    |                                          |                                   |                     | Rastapopúlus                    |
| Néerlandais                                  | Kuifje            | Bobbie                          | Kapitein Archibald Haddock       | Trifonius Zonnebloem                                          | Jansen en Janssen                                   | Generaal Alcazar                   | Bianca Castafiore                        | Serafijn Lampion                  | Nestor              | Rastapopoulos                   |
| Norvégien                                    | Tintin            | Terry                           | Kaptein Archibald Haddock        |                                                               | Dupond/Dupont                                       |                                    |                                          |                                   |                     |                                 |
| Polonais                                     | Tintin            | Miluś                           | Kapitan Archibald Baryłka        | Profesor Tryfon Lakmus                                        | Tajniak i Jawniak                                   | Generał Alcazar                    | Bianca Castafiore                        | Serafin Lampion                   | Nestor              | Rastapopulos                    |
| Portugais                                    | Tintim            | Milu                            | Capitão Haddock                  | Trifólio Girassol                                             | Dupond e Dupont                                     | General Alcazar                    | Bianca Castafiore                        | Serafim Lampião                   | Nestor              | Rastapopoulos                   |
| Portugais brésilien                          | Tintim            | Milu                            | Haddock                          | Girassol                                                      | Dupond y Dupont                                     |                                    |                                          |                                   |                     |                                 |
| Provençal                                    | Tintin            | Milou                           | Haddock                          | Viro-Soulèu                                                   | Dupond/Dupont                                       |                                    |                                          |                                   |                     |                                 |
| Roumain                                      | Tintin            | Milu                            | Căpitan Haddock                  | Profesorul Turnesol                                           | Popescu și Popesco                                  | Generalul Alcazar                  | Bianca Castafiore                        | Serafim Lampion                   | Nestor              | Rastapopulos                    |
| Russe                                        | Тинтин [Tintin]   | Милу [Milou] / Снежок [Sniejok] | Капитан Хэддок [Kapitan Kheddok] | Профессор Турнесоль [Professor Tournesol']                    | Дюпон и Дюпонн [Dioupon i Diouponn]                 | Генерал Алькаcар [General Alkazar] | Бьянка Кастафиоре [Byanka Kastafiore]    | Серафим Лампион [Serafim Lampion] | Нестор [Nestor]     | Растапопулос [Rastapopoulos]    |
| Suédois                                      | Tintin            | Milou                           | Kapten Haddock                   | Professor Kalkyl                                              | Dupond/Dupont                                       |                                    | Bianca Castafiore                        | Serafim Svensson                  | Nestor              | Roberto Rastapopoulos           |
| Tahitien                                     | Tintin            |                                 |                                  |                                                               |                                                     |                                    |                                          |                                   |                     |                                 |
| Turc                                         | Tenten            | Milu                            | Kaptan Hadok                     | Profesör Turnësol[réf. nécessaire]                            | Düpond/Düpont                                       | General Alkazar                    | Bianca Castafiore                        | Serafin Lampion                   |                     | Rastapopoulos                   |